# براين هالي
براين هالي (بالإنجليزية: Brian Haley)‏ مواليد 12 فبراير 1963 في سياتل، الولايات المتحدة، هو ممثل وكوميدي أمريكي بدأ مسيرته الفنية سنة 1988.

## الأعمال
- طفل خارج المنزل
- هجوم المريخ!
- أجنحة
- بيرل هاربر
- المغادرون
- غران تورينو
- الرجل العنكبوت المذهل 2

## روابط خارجية
- براين هالي على موقع IMDb (الإنجليزية)
- براين هالي على موقع ألو سيني (الفرنسية)
- براين هالي على موقع أول موفي (الإنجليزية)
- براين هالي على موقع قاعدة بيانات برودواي على الإنترنت (الإنجليزية)
- براين هالي على موقع قاعدة بيانات الأفلام السويدية (السويدية)
- براين هالي على موقع قاعدة بيانات الفيلم (الإنجليزية)
- براين هالي على موقع كينوبويسك (الروسية)